# James Magnussen
James Magnussen (Port Macquarie (New South Wales), 11 april 1991) is een Australische zwemmer. Hij vertegenwoordigde zijn vaderland op de Olympische Zomerspelen 2012 in Londen en op de Olympische Zomerspelen 2016 in Rio de Janeiro.

## Carrière
Bij zijn internationale debuut, op de Pan Pacific kampioenschappen zwemmen 2010 in Irvine, eindigde Magnussen als tiende op de 100 meter vrije slag en strandde hij in de series van de 50 meter vrije slag. Op de 4x100 meter vrije slag sleepte hij samen met Eamon Sullivan, Kyle Richardson en Cameron Prosser de zilveren medaille in de wacht. Tijdens de Gemenebestspelen 2010 in Delhi veroverde de Australiër samen met Kyle Richardson, Eamon Sullivan en Tommaso D'Orsogna de gouden medaille op de 4x100 meter vrije slag. In Dubai nam Magnussen deel aan de wereldkampioenschappen kortebaanzwemmen 2010, op dit toernooi eindigde hij samen met Matt Abood, Kyle Richardson en Tommaso D'Orsogna als vijfde op de 4x100 meter vrije slag.
Op de wereldkampioenschappen zwemmen 2011 in Shanghai legde hij op de openingsdag samen met Matt Targett, Matt Abood en Eamon Sullivan beslag op de wereldtitel op de 4x100 meter vrije slag. Als startzwemmer zwom hij de snelste tijd ooit op de 100 meter vrije slag waarbij geen gebruik gemaakt werd van een thans verboden zwempak. Vier dagen later veroverde hij de wereldtitel op de 100 meter vrije slag, op 4x100 meter wisselslag sleepte hij, op de slotdag, samen met Hayden Stoeckel, Brenton Rickard en Geoff Huegill de zilveren medaille in de wacht.
Tijdens de Olympische Zomerspelen van 2012 behaalde hij de zilveren medaille op de 100 meter vrije slag, 1/100 seconde achter winnaar Nathan Adrian, en werd hij uitgeschakeld in de halve finales van de 50 meter vrije slag. Op de 4x100 meter wisselslag legde hij samen met Hayden Stoeckel, Christian Sprenger en Matt Targett beslag op de bronzen medaille, samen met Matt Targett, Eamon Sullivan en James Roberts eindigde hij als vierde op de 4x100 meter vrije slag.
Op de wereldkampioenschappen zwemmen 2013 in Barcelona prolongeerde Magnussen de wereldtitel op de 100 meter vrije slag. Op de 50 meter vrije slag geraakte hij niet in de finale. Aan de zijde van Christian Sprenger, Ashley Delaney en Tommaso D'Orsogna zwom Magnussen naar zilver op de 4x100 meter wisselslag. Samen met Cameron McEvoy, Tommaso D'Orsogna en James Roberts eindigde Magnussen vierde in de finale van de 4x100 meter vrije slag.
Tijdens de Gemenebestspelen 2014 in Glasgow veroverde de Australiër de gouden medaille op de 100 meter vrije slag en de bronzen medaille op de 50 meter vrije slag. Op de 4x100 meter vrije slag legde hij samen met Tommaso D'Orsogna, Matt Abood en Cameron McEvoy beslag op de gouden medaille. Samen met Mitch Larkin, Christian Sprenger en Jayden Hadler sleepte hij de zilveren medaille in de wacht op de 4x100 meter wisselslag. In Gold Coast nam Magnussen deel aan de Pan-Pacifische kampioenschappen zwemmen 2014. Op dit toernooi veroverde hij de bronzen medaille op de 100 meter vrije slag. Op de 4x100 meter vrije slag legde hij samen met Tommaso D'Orsogna, Matt Abood en Cameron McEvoy beslag op de gouden medaille.
Op de Olympische Zomerspelen van 2016 in Rio de Janeiro sleepte hij samen met James Roberts, Kyle Chalmers en Cameron McEvoy de zilveren medaille in de wacht op de 4x100 meter vrije slag.

## Internationale toernooien
| Jaar | Olympische Spelen                                                               | WK langebaan                                                                   | WK kortebaan         | PanPacs                                                      | Gemenebestspelen                                                         |
| ---- | ------------------------------------------------------------------------------- | ------------------------------------------------------------------------------ | -------------------- | ------------------------------------------------------------ | ------------------------------------------------------------------------ |
| 2010 |                                                                                 |                                                                                | 5e 4x100m vrije slag | 24e 50m vrije slag · 10e 100m vrije slag · 4x100m vrije slag | 4x100m vrije slag                                                        |
| 2011 |                                                                                 | 100m vrije slag · 4x100m vrije slag · 4x100m wisselslag                        |                      |                                                              |                                                                          |
| 2012 | 11e 50m vrije slag · 100m vrije slag · 4e 4x100m vrije slag · 4x100m wisselslag |                                                                                | geen deelname        |                                                              |                                                                          |
| 2013 |                                                                                 | 9e 50m vrije slag · 100m vrije slag · 4e 4x100m vrije slag · 4x100m wisselslag |                      |                                                              |                                                                          |
| 2014 |                                                                                 |                                                                                | geen deelname        | 100m vrije slag · 4x100m vrije slag                          | 50m vrije slag · 100m vrije slag · 4x100m vrije slag · 4x100m wisselslag |
| 2015 |                                                                                 | geen deelname                                                                  |                      |                                                              |                                                                          |
| 2016 | 4x100m vrije slag                                                               |                                                                                | 6-11 december        |                                                              |                                                                          |

## Persoonlijke records
Bijgewerkt tot en met 12 augustus 2013
Kortebaan
| Afstand         | Tijd  | Datum           | Plaats    |
| --------------- | ----- | --------------- | --------- |
| 50m vrije slag  | 20,98 | 8 augustus 2013 | Eindhoven |
| 100m vrije slag | 45,60 | 7 augustus 2013 | Eindhoven |

Langebaan
| Afstand         | Tijd  | Datum         | Plaats   |
| --------------- | ----- | ------------- | -------- |
| 50m vrije slag  | 21,52 | 1 mei 2013    | Adelaide |
| 100m vrije slag | 47,10 | 19 maart 2012 | Adelaide |